# An San
An San (안산?; Gwangju, 27 febbraio 2001) è un'arciera sudcoreana specialista dell'arco ricurvo.
Con le sue vittorie alle Olimpiadi del 2020 è divenuta la prima arciera nella storia olimpica a ottenere medaglie d'oro - nella gara a squadre femminile, nella squadra mista e nell'individuale - in una stessa edizione dei Giochi.

## Carriera sportiva
Ha gareggiato a livello internazionale tra i cadetti al Campionato mondiale giovanile di tiro con l'arco 2017, dove ha vinto la sua prima medaglia.
Ha fatto il suo debutto internazionale alla Coppa del mondo di tiro con l'arco di Berlino 2019, vincendo l'oro nell'individuale femminile.
Nell'estate del 2020 ha partecipato alle Olimpiadi di Tokyo, piazzandosi al primo posto in tutte e tre le competizioni dell'arco ricurvo femminile - gara a squadre, squadre miste e nell'individuale - divenendo così la prima arciera nella storia olimpica a ottenere le tre medaglie d'oro in una stessa edizione dei Giochi.
Nella gara a squadre miste, giocata per la prima volta nella storia dei Giochi, An San e il compagno di squadra, il diciassettenne Kim Je-deok, hanno sconfitto agevolmente Bangladesh, India e Messico prima di arrivare alla finale contro i Paesi Bassi e vincere per 5-3, conquistando il primo oro sudcoreano a Tokyo 2020. Durante la semifinale con il Messico la coppia ha realizzato una freccia "Robin Hood", vale a dire un doppio centro, con la seconda freccia scagliata da An che ha diviso l'asta della freccia di Kim. Le frecce e le maglie autografate dei due protagonisti sono state donate al Museo olimpico di Losanna.
An ha partecipato anche alla competizione femminile a squadre insieme a Jang Min-hee e Kang Chae-young. Il team, che ha stabilito il nuovo record olimpico di 2032 punti nel ranking round, ha superato prima l'Italia e la Bielorussia per poi battere in finale il Comitato Olimpico Russo con un netto 6-0.
Nel round ranking della gara individuale An ha stabilito un nuovo record olimpico, segnando 680 punti su 720 e superando di 7 punti il precedente che apparteneva all'ucraina Lina Herasymenko dalle Olimpiadi di Atlanta del 1996. Il suo percorso verso la medaglia d'oro l'ha portata ad affrontare in semifinale la statunitense Mackenzie Brown, superata allo shoot-off, e in finale la russa Elena Osipova, battuta per 6-5.
Sempre nel 2020 An ha segnato 1400 punti nel "1440 Round", una gara su 4 distanze a lungo considerata di grande importanza, entrando tra le uniche tre arciere a superare la soglia del 1400 punti.
Dopo le Olimpiadi di Tokyo, An San ha partecipato ai Campionati mondiali di tiro con l'arco 2021 a Yankton. In coppia con Kang Chae-young e Jang Min-hee, ha vinto la medaglia d'oro nella gara a squadre femminile battendo la squadra messicana. La squadra ha raggiunto la 14ª vittoria del titolo mondiale e, aggiudicandosi per l'ottava volta i mondiali subito dopo le Olimpiadi, ha stabilito un nuovo record femminile. Successivamente An San ha giocato nella squadra mista, conquistando la medaglia d'oro in coppia con Kim Woo-jin dopo aver battuto la Russia in due set. Infine ha conquistato anche la medaglia di bronzo nella gara individuale femminile, dopo aver perso in semifinale contro la statunitense Casey Kaufhold.
Nel 2022 An San è stata inserita nella lista "30 under 30 - Asia" delle persone di talento stilata da Forbes
A marzo 2024 è giunta la notizia della sua esclusione dalla rosa dei 16 arcieri coreani qualificati per le Olimpiadi di Parigi 2024.

## Vita privata
An San è stata oggetto di una campagna di diffamazione online da parte di gruppi antifemministi coreani che la definivano in senso dispregiativo "femminista", criticando il suo taglio di capelli corto e la sua iscrizione alla Gwangju Women's University. Alcune donne ne hanno adottato l'acconciatura in segno di solidarietà.

## Palmarès
- Giochi olimpici

 Oro nell'individuale femminile a Tokyo 2020
 Oro nella gara a squadre femminile a Tokyo 2020
 Oro nella gara a squadre miste a Tokyo 2020
- Campionati mondiali di tiro con l'arco

 Oro nella gara a squadre femminile a Yankton 2021
 Oro nella gara a squadre miste a Yankton 2021
 Bronzo nell'individuale femminile a Yankton 2021
- Giochi asiatici

 Oro nella gara a squadre femminile a Hangzhou 2022
 Argento nell'individuale femminile a Hangzhou 2022